# 534

## Nașteri
- 13 noiembrie: Augustin de Canterbury  (d. ?)
- dată necunoscută: Theudebald  (d. 555)
- dată necunoscută: Simeon din Muntele Minunat  (d. 597)

## Decese
- Athalaric, 17 ani, rege al ostrogoților (n. 516)